# 焦養直
焦养直（1238年—1310年），字无咎，元朝官员，东昌堂邑（今山东聊城市东昌府区西北堂邑镇）人。
焦养直以有才器著称。至元十八年（1281年）被忽必烈所召见，奏对称旨，为真定路儒学教授擢升为典瑞少监。至元二十四年，跟随忽必烈征伐乃颜。至元二十八年，入侍讲史。焦养直得以入侍帷幄，陈说古先帝王政治，皇帝听后忘倦。元成宗大德元年（1297）任集贤侍讲学士，奉命为成宗进讲《资治通鉴》。因陈奏规劝之言，受赏。为太子谕德，在宫中教授太子。后官至集贤学士。元武宗至大元年（1308年），为集贤大学士，参预商议国政。去世后，谥文靖。